# Gomphidia
Gomphidia là một chi chuồn chuồn ngô thuộc họ Gomphidae. Nó gồm các loài:
- Gomphidia bredoi
- Gomphidia pearsoni
- Gomphidia quarrei